# Novotîmofiivske, Iuriivka
Novotîmofiivske (în ucraineană Новотимофіївське) este un sat în comuna Novoivanivske din raionul Iuriivka, regiunea Dnipropetrovsk, Ucraina.

## Demografie
Componența lingvistică a localității Novotîmofiivske
     Ucraineană (96,74%)
     Rusă (3,26%)
Conform recensământului din 2001, majoritatea populației localității Novotîmofiivske era vorbitoare de ucraineană (96,74%), existând în minoritate și vorbitori de rusă (3,26%).